# Florete
El florete es una de las tres armas en el deporte de esgrima, todas ellas de metal. Es larga (1,1 m), flexible, de acero al carbono, de sección rectangular y pesa menos de medio kilo. Al igual que la espada, los puntos sólo se consiguen por contacto con la punta, que en los torneos de puntuación eléctrica está provista de un botón con resorte para señalar el toque. El uniforme de un esgrimista de florete incluye el lamé (un chaleco, cableado eléctricamente para registrar los golpes). El florete es el arma más utilizada en competición.

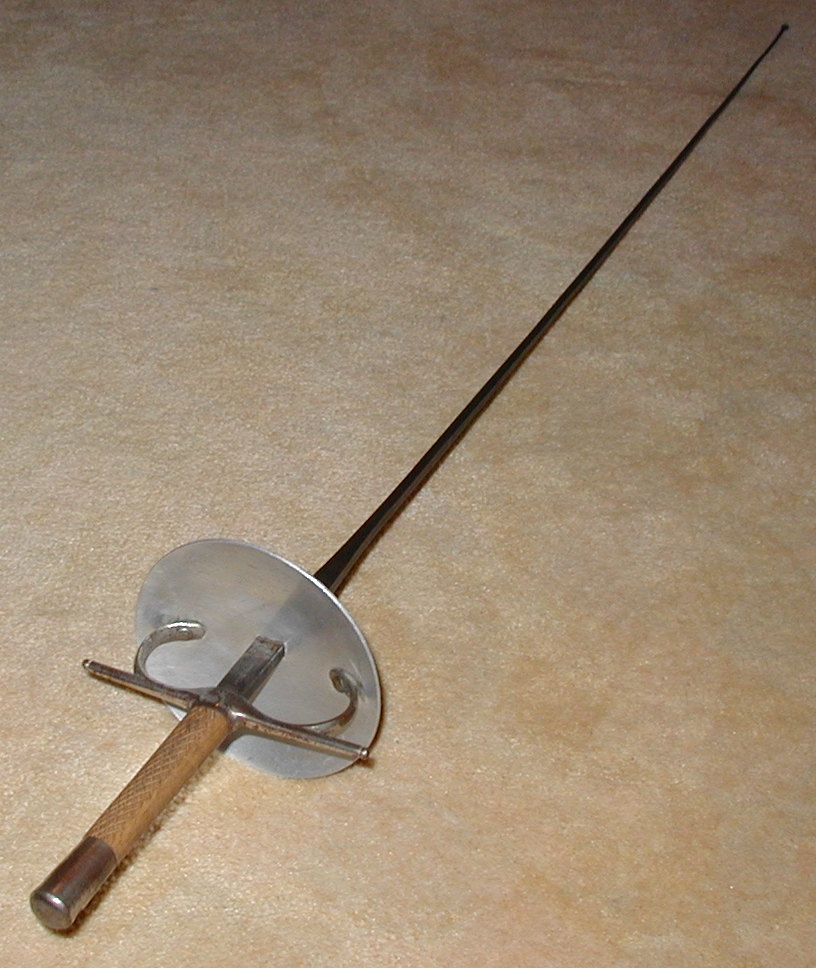
Florete con empuñadura italiana.

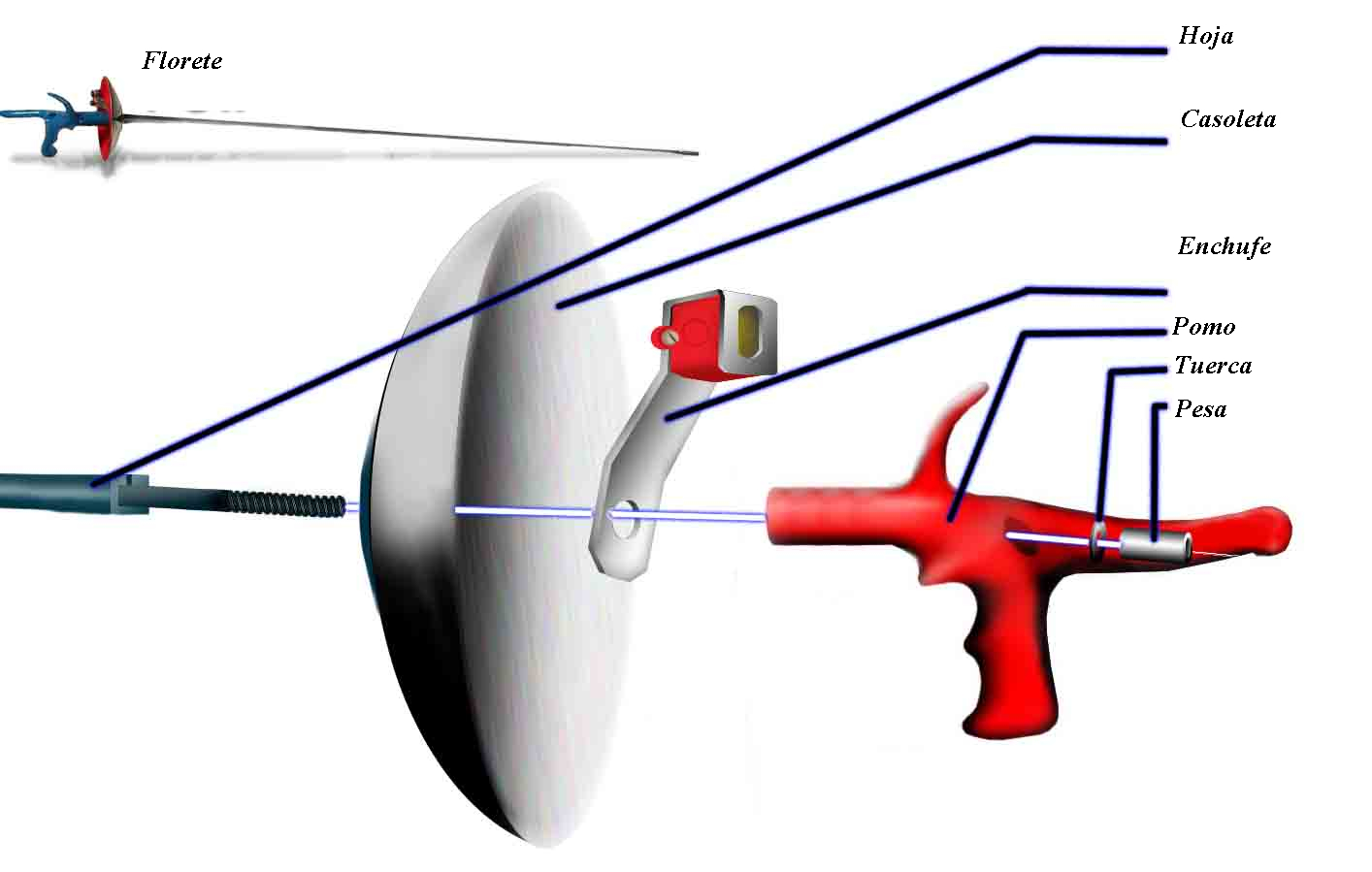
Partes de un florete.

## Historia del florete

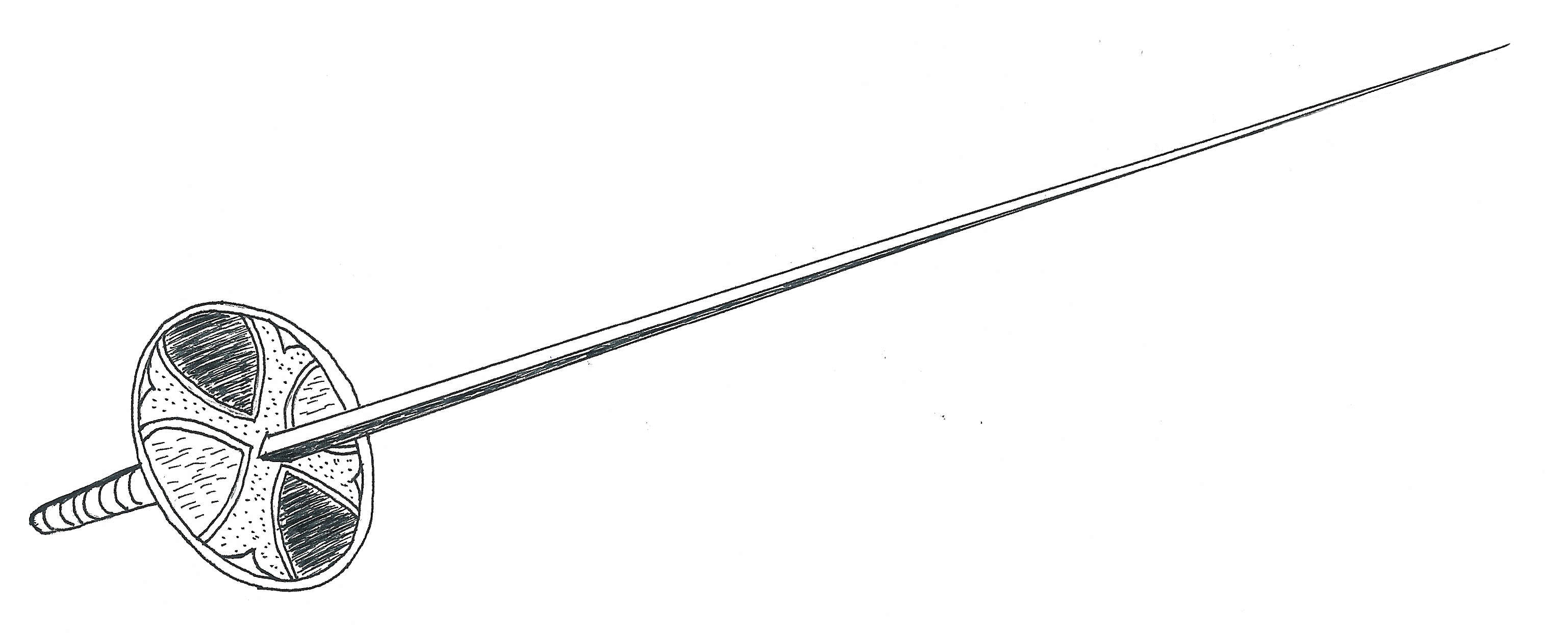
Espada pequeña "Pariser", de la que derivó el florete francés.

En el siglo XVII aparece el florete, arma inofensiva de hoja flexible, terminada con un botón en forma de flor, que permitía simular un duelo sin riesgo.
El florete moderno es el arma de entrenamiento del espadín, el arma de mano habitual de los caballeros del siglo XVIII.
También se sabe que se utilizaron floretes de estoque e incluso de espada larga, pero su peso y uso eran muy diferentes.
Aunque el florete como arma roma para la práctica de la espada se remonta al siglo XVI (por ejemplo, en Hamlet, Shakespeare escribe "que
se traigan los floretes"), el uso como arma para el deporte es más reciente. El florete se utilizó en Francia como arma de entrenamiento a mediados del siglo XVIII para practicar la esgrima de empuje rápido y elegante. Los esgrimistas desafilaban la punta envolviendo un florete alrededor de la hoja o fijando un pomo en la punta ("flor", en francés fleuret). Además de practicar, algunos esgrimistas se quitaban la protección y utilizaban el florete afilado para los duelos. Los estudiantes alemanes retomaron esa práctica en el Mensur y desarrollaron la espada pequeña de empuje Pariser ("parisina") para la Stoßmensur ("mensur de empuje").
Se dice que el área del blanco del florete moderno proviene de una época en la que la esgrima se practicaba con un equipo de seguridad limitado. Otro factor que influye en el área del blanco es que las reglas del florete provienen de una época en la que los duelos a muerte eran la norma. Por lo tanto, la zona objetivo favorecida es el torso, donde están los órganos vitales.
En 1896, el florete (y el sable) se incluyeron como pruebas en los primeros Juegos Olímpicos de Atenas.

### Florete femenino
El florete femenino compitió por primera vez en los Juegos Olímpicos de 1924 en París,
y fue la única prueba de esgrima olímpica en la que compitieron las mujeres hasta que se introdujo la espada femenina en los Juegos Olímpicos de 1996. En la actualidad, la esgrima femenina es tan popular como la masculina, y consta de todas las armas (florete, espada y sable).

### Clasificaciones
Las clasificaciones son generalmente administradas por las federaciones nacionales de esgrima y utilizan diferentes escalas basadas en el sistema de esa federación en particular. Estas clasificaciones se utilizan como base para la clasificación inicial en las rondas de grupos de los torneos y varían de un país a otro.

### Grupos
Los grupos de edad son necesarios para separar los niveles de habilidad y madurez del cuerpo con el fin de crear un campo de juego nivelado. Los grupos de edad actuales para el florete (y también para la espada y el sable) son Y10 (10 años o menos), Y12 (12 años o menos), Y14 (14 años o menos), cadete (16 años o menos), junior (19 años o menos) y senior (más de 19 años). Aunque un competidor de mayor edad no puede competir en una categoría más joven, se permite y se anima a lo contrario, con el fin de agilizar el aprendizaje.
El grupo de edad de veteranos consta de los subgrupos de 40 años o más, 60 años o más y 70 años o más.

## Florete no eléctrico y eléctrico

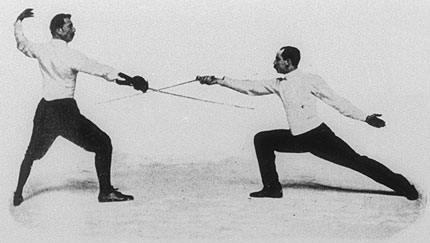
Italo Santelli (izquierda) y Jean-Baptiste Mimiague exhibiendo técnicas de esgrima con florete en los Juegos Olímpicos de 1900.

### Antecedentes
Hay dos tipos de florete que se utilizan en la esgrima moderna. Ambos tipos están hechos con las mismas partes básicas: el pomo, la empuñadura, la guarda y la hoja. La diferencia entre ellos es que uno es eléctrico, y el otro se conoce como "de vapor" o "seco". Las hojas de ambas variedades están cubiertas con una pieza de plástico o goma, con un botón en la punta en las hojas eléctricas, que proporciona información cuando la punta de la hoja toca al oponente. (También hay una gama de espadas de plástico hechas por diversos fabricantes para su uso por parte de los jóvenes.) Al carecer del botón y del mecanismo eléctrico asociado, se requiere un juez para determinar la puntuación y el vencedor en un torneo con florete no eléctrico.
Los no eléctricos se utilizan principalmente para la práctica. La Fédération Internationale d'Escrime y la mayoría de las organizaciones nacionales exigen aparatos de puntuación eléctricos desde las Olimpiadas de 1956, aunque algunas organizaciones siguen practicando la esgrima competitiva con espadas no eléctricas.

### Hoja
Los floretes tienen hojas estandarizadas, cónicas y rectangulares en longitud y sección que están hechas de templado y  recocido acero de bajo carbono-o acero martensítico como se exige en las competiciones internacionales. Para evitar que la hoja se rompa o cause daño a un oponente, se diseña la hoja de forma tal que se doble al impactar con su objetivo. La longitud máxima de la hoja debe ser de 90 cm. La longitud máxima del arma montada es de 110 cm, y el peso máximo debe ser inferior a 500g; sin embargo, la mayoría de los floretes de competición son más ligeros, cerca de 350g.
La hoja de un florete tiene dos secciones: la forte (fuerte) que es el tercio de la hoja cerca de la guarda, y el foible (débil) que son los dos tercios de la hoja cerca de la punta. Hay una parte de la hoja contenida dentro de la empuñadura llamada espiga. Se extiende más allá de la empuñadura lo suficiente como para sujetarse al pomo y mantener el resto del florete unido. Cuando se utiliza una empuñadura italiana, ver más abajo, un ricasso se extiende desde debajo de la guarda, dentro de los quillons de la empuñadura, hacia el tang.

### Montaje de la guarda

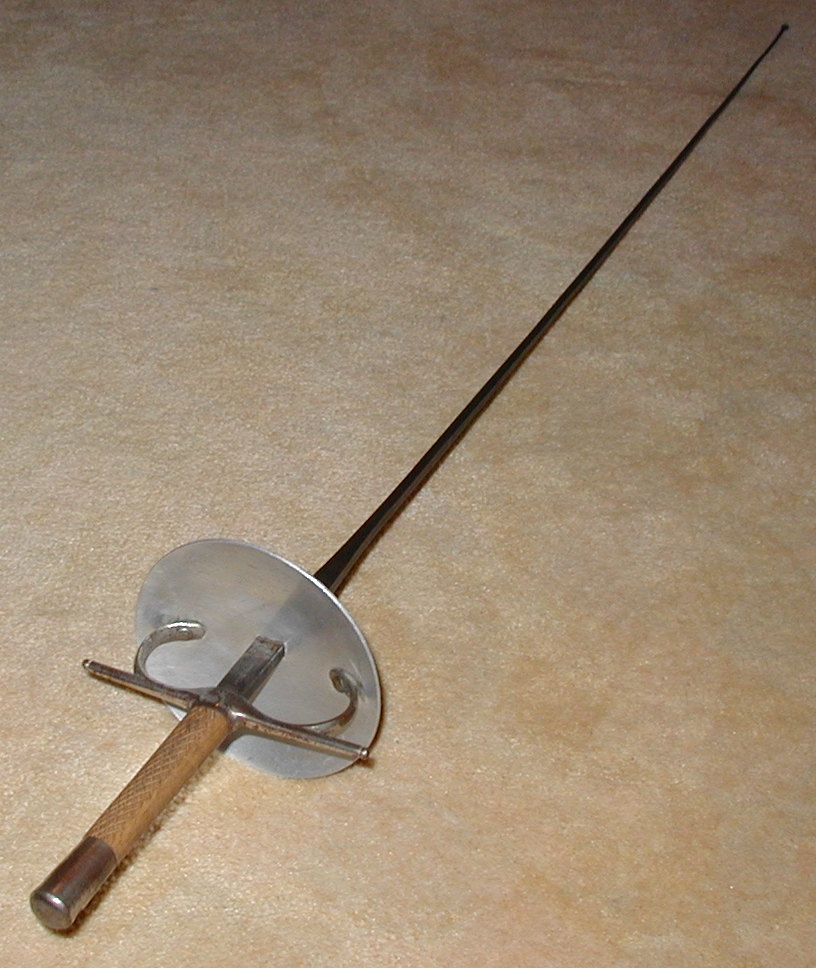
Un florete equipado con una empuñadura italiana. La empuñadura italiana se sigue utilizando como arma de enseñanza inicial en Italia y en muchos otros países que siguen la tradición pedagógica italiana. Aunque todavía se utiliza entre muchos esgrimistas clásicos, la mayoría de los esgrimistas deportivos de competición han abandonado la empuñadura italiana en favor de variaciones de la empuñadura de pistola, y la empuñadura francesa se utiliza raramente. La empuñadura francesa es más fácil de aprender, pero la empuñadura de pistola da un rango más amplio de manejo. A partir de marzo de 2019, la empuñadura italiana sigue siendo legal para su uso en la competición moderna.

La guarda se sujeta a la hoja, al tapón y a la empuñadura. Luego, el pomo, un tipo de cierre, se une a la empuñadura y mantiene el resto unido. El tipo de pomo utilizado depende del tipo de agarre. En el florete se utilizan dos empuñaduras: las tradicionales rectas con pomos externos (variedades italiana, francesa, española y ortopédica); y el nuevo diseño de empuñaduras de pistola, que fijan la mano en una posición específica, ergonómica, y que tienen pomos que encajan en un avellanado en la empuñadura.

### Floretes eléctricos

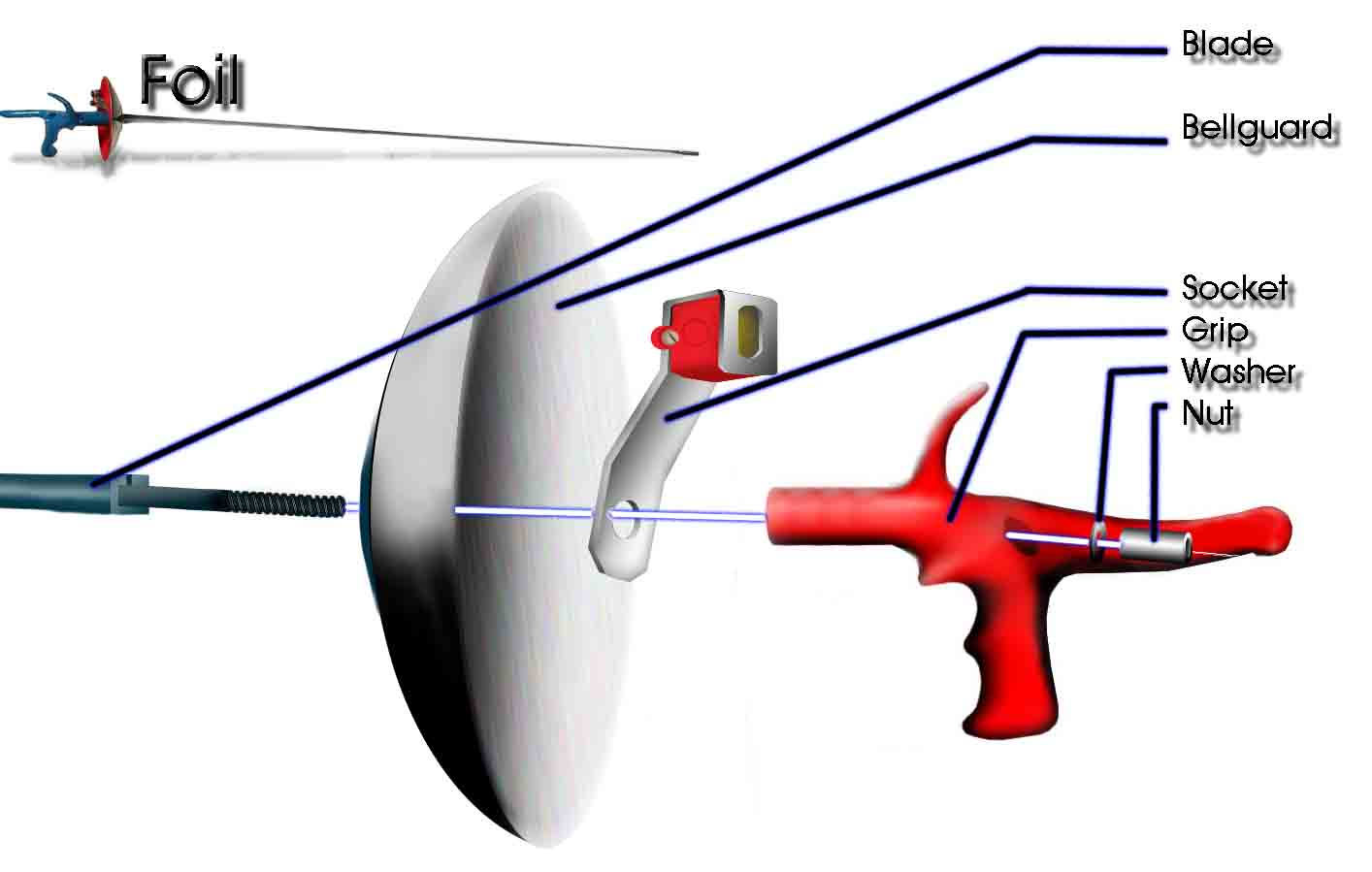
Partes de un florete. Despiece de un florete de esgrima moderno, con una empuñadura Visconti y un enchufe de cordón corporal tipo bayoneta

A partir de los Olimpiadas de 1956, la puntuación en el florete se ha realizado mediante el registro del toque con un circuito eléctrico. Un interruptor en la punta del florete registra el toque, y un chaleco de florete metálico, o lamé, verifica que el toque está en el blanco válido.

#### Cuerda
La cuerda de cualquier tipo de arma de esgrima eléctrica pasa por el equipo de esgrima, saliendo por detrás del esgrimista. La cuerda de un florete tiene un extremo que se conecta a la parte posterior de la tira de esgrima, y el otro extremo se une al florete. Los dos extremos no son intercambiables entre sí.

#### Enchufe
El florete eléctrico contiene un zócalo debajo de la guarda que se conecta al aparato de puntuación a través del cordón del cuerpo y un cable que baja por un canal cortado en la parte superior de la hoja. Los enchufes del florete eléctrico se fijan de manera que el cable del cuerpo se conecta al arma en la muñeca del esgrimista. Hay dos enchufes principales en uso hoy en día: la "bayoneta", que tiene una sola punta y se enrosca en el florete, y la de dos puntas, que tiene diferentes diámetros para cada punta, mantenida en su lugar por un clip.

#### Punta
La punta de la lámina eléctrica termina en un conjunto de botones que generalmente consta de un cañón, un émbolo, un resorte y tornillos de retención. El circuito es uno "normalmente cerrado", lo que significa que en reposo siempre hay un circuito de alimentación completo; al presionar la punta se rompe este circuito, y el aparato de puntuación ilumina una luz apropiada. Se utiliza un código de colores: el blanco o el amarillo indican los golpes que no están en el área del blanco válido, y el rojo o el verde indican los golpes en el área del blanco válido (rojo para un esgrimista, verde para el otro).

## El florete en la esgrima deportiva

### Descripción
El florete es una de las tres armas de la esgrima, junto con la espada y el sable. Tiene una longitud de 110 cm y un peso máximo de 500 g. Su hoja es de sección rectangular. 
Desarrollada como arma de práctica y deportiva, el florete es considerada la básica. Es ligera y flexible y se usa para conseguir tocados embistiendo con su punta roma.  Los tocados se hacen únicamente de punta igual que con la espada, sin el filo y contrafilo como en el caso del sable.
Es el arma más precisa y técnica del deporte de la Esgrima.

### Tocados

Zona válida para ataque con florete (FIE 2009).

Los tocados se registran gracias a un peto metalizado, que se une a la red de registro de tocados mediante un pasante especial.
La zona de tocado en florete está limitada. Esto es una herencia de los tiempos en los que los equipamientos de seguridad estaban limitados a esta zona: los tocados en la cabeza eran peligrosos, por lo que se eliminaron. Posteriormente la zona de tocado se redujo exclusivamente al tronco y la barbada. Por tanto, los tocados fuera de la zona válida se registran como blancos en el aparato, deteniéndose el combate pero sin que puntúe. En florete, como en sable, está prohibido ocultar un blanco válido con uno no válido (por ejemplo, con la mano no armada, blanco no válido, proteger el tronco, blanco válido).

### Asaltos
Los asaltos en florete, como en sable, deben respetar unas convenciones. No existe el tocado doble, como sí ocurre en espada, por lo que en caso de que se enciendan dos luces, el tocado es para el tirador que tenía la prioridad. Esta prioridad depende de la frase de armas y de las convenciones de florete, pero se pueden resumir en que el que ataca tiene la prioridad hasta que le sea quitada mediante una parada o un batimiento (en realidad, las cosas se complican un poco más y puede ser complicado entender partes de un asalto de florete hasta que se familiariza uno con las normas).

### Características del deportista
En el mundo de la esgrima, se considera como más hábiles a los floretistas ya que esta arma es la más técnica de las tres y requiere más destreza mental y física, pues sus movimientos (paradas y respuestas) requieren una mayor habilidad y rapidez.

## Maniobras con el florete
El florete es sin duda el arma en la que el dominio de la técnica es más importante. En efecto, se rige por convenciones muy estrictas. Esto se conoce como prioridad, o tiempo de esgrima: por ejemplo, un ataque debe ser contrarrestado por una parada para tener prioridad, que puede ser seguida por una réplica a la que el oponente debe responder con una contra réplica si desea recuperar la prioridad, y así sucesivamente.
El florete es un arma de estocada solamente. Por lo tanto, la acción ofensiva de esta arma se lleva a cabo con la punta y sólo con la punta. Hay convenciones que deben observarse en un ataque. En caso de "doble golpe", el golpe se otorga al esgrimista que tenía prioridad. Esta prioridad depende de la frase de armas determinada por el convenio del florete. Si ninguno de los dos esgrimistas tiene prioridad, no se concede ningún golpe.
El florete sigue siendo en la mayoría de los clubes, debido a la formación técnica que requiere, el arma básica que se enseña a todos los principiantes en esgrima. Esto se ajusta a la tradición del florete como arma preferida de estudio.

## Famosos floretistas
- Edoardo Mangiarotti
- Stefano Simoncelli
- Valentina Vezzali